# Sachio Kinugasa
Sachio Kinugasa (衣笠 祥雄?  18 de enero de 1947 - 23 de abril de 2018) fue un jugador de béisbol profesional japonés que jugó como tercera base en el Hiroshima Toyo Carp de la Liga Japonesa de Béisbol Profesional de 1965 a 1987. Fue apodado Tetsujin, que significa "hombre de hierro". Jugó la cifra récord de 2.215 partidos consecutivos, superando el récord de Lou Gehrig en 1987.
Kinugasa es recordado principalmente por su racha de partidos consecutivos, pero ocupa el séptimo lugar en la Liga Japonesa de Béisbol Profesional en jonrones (504), el quinto en hits (2543) y el décimo en carreras impulsadas (1448), lo que demuestra que fue uno de los jugadores más constantes del béisbol japonés. En 1996 fue incluido en el Salón de la Fama del Béisbol Japonés.

## Biografía
La madre de Kinugasa era japonesa y lo crio en solitario. El padre de Kinugasa fue un militar afroamericano que permaneció en Japón después de la Segunda Guerra Mundial. Ha declarado que nunca llegó a conocer a su padre.

## Carrera profesional
Kinugasa entró en el Instituto Heian de Kioto, y en su último año de instituto participó dos veces en el Campeonato Nacional de Béisbol de Secundaria de Japón como receptor. En 1965 fue fichado por el equipo Hiroshima Carp, y pasó varios años en las ligas inferiores antes de que una lesión en el brazo le obligara a convertirse en primera base en 1968. Se convirtió en el primer base titular del equipo, con 21 jonrones y un promedio de bateo de .276. En 1975 pasó a la tercera base a propuesta del entrenador Joe Lutz, y sus esfuerzos ayudaron a Kinugasa a ganar el primer campeonato de liga de su historia. Fue líder de la clasificación de bases robadas en 1976 y ganó el premio al Jugador Más Valioso (MVP) de la Liga Central en 1984, cuando su equipo se proclamó campeón de Japón.
Apodado Tetsujin (Hombre de Hierro), por el manga sobre robots "Tetsujin 28" (conocido como Gigantor o Iron Man 28 fuera de Japón), Kinugasa jugó en los partidos aún estando muy lesionado, incluso con fracturas óseas. La última vez que se perdió un partido fue el 18 de octubre de 1970, y estableció el récord japonés de partidos consecutivos jugados con su 1.247º partido consecutivo el 2 de agosto de 1980. Empató el récord de Lou Gehrig de 2.130 partidos consecutivos jugados el 11 de junio de 1987. Kinugasa se retiró después de la temporada de 1987, terminando su carrera con 2.215 partidos consecutivos jugados, 2.543 hits y 504 jonrones. Su racha de partidos consecutivos jugados fue rota en 1996 por Cal Ripken Jr., que jugó en 2.632 partidos seguidos en las Grandes Ligas de Béisbol.

## Retiro
Tras su retirada del béisbol, Kinugasa se convirtió en comentarista deportivo. En 1996 fue incluido en el Salón de la Fama del Béisbol japonés.
El 23 de abril de 2018, Kinugasa falleció a causa de un cáncer de colon.

## Premios y distinciones
Kinugasa recibió el Premio de Honor del Pueblo por su rendimiento en las ligas profesionales. Es el segundo jugador de béisbol, tras Sadaharu Oh y seguido de Shigeo Nagashima y Hideki Matsui, que ha recibido este galardón.
El 18 de enero de 2023, un Doodle de Google celebró el 76.º cumpleaños del jugador de béisbol japonés Sachio Kinugasa.
El asteroide (7826) Kinugasa fue nombrado así en su honor.

## Cultura popular
El personaje de Mitsuo de la serie Yakuza está basado en Kinugasa, ya que él también es un jugador de béisbol de origen afroamericano que nunca conoció a su padre.